# ابراهیم رسعنی
ابراهیم بن عبدالرزاق رَسعَنی (نام انتساب به رأس العین) (۱۲۴۴–۱۲۹۶م) ادیب، نویسنده و شاعر عراقی در سدهٔ هفتم هجری/سیزدهم میلادی بود. کاتب دیوان موصل شد. شرح القدوری از آثار اوست.